# 荚蒾叶海桐
荚蒾叶海桐（学名：Pittosporum viburnifolium），为海桐花科海桐花属下的一个植物种。